# Bimba (album)
Bimba è un album del cantante italiano Sandro Giacobbe, pubblicato dall'etichetta discografica CBS nel 1977.
Dal disco viene tratto il singolo Bimba/Ieri.

## Tracce

### Lato A
1. Preludio
2. Il vecchio Antonio
3. Chissà però
4. Amici
5. Se vuoi nasconderti
6. Bimba

### Lato B
1. Il tempo dell'amore
2. Quel gioco stupido
3. Che cosa rimane
4. Ieri
5. E Silvia